# Linia kolejowa nr 393
Linia kolejowa nr 393 – jednotorowa, niezelektryfikowana linia kolejowa znaczenia miejscowego, łącząca rozjazd numer 1 na stacji Cigacice z bocznicą szlakową Cigacice Port. Linia nie jest udostępniana przez PKP PLK.
Zarządcą torowiska od kilometra 2,510 jest „Katowicki Węgiel” Sp. z o. o..

## Galeria

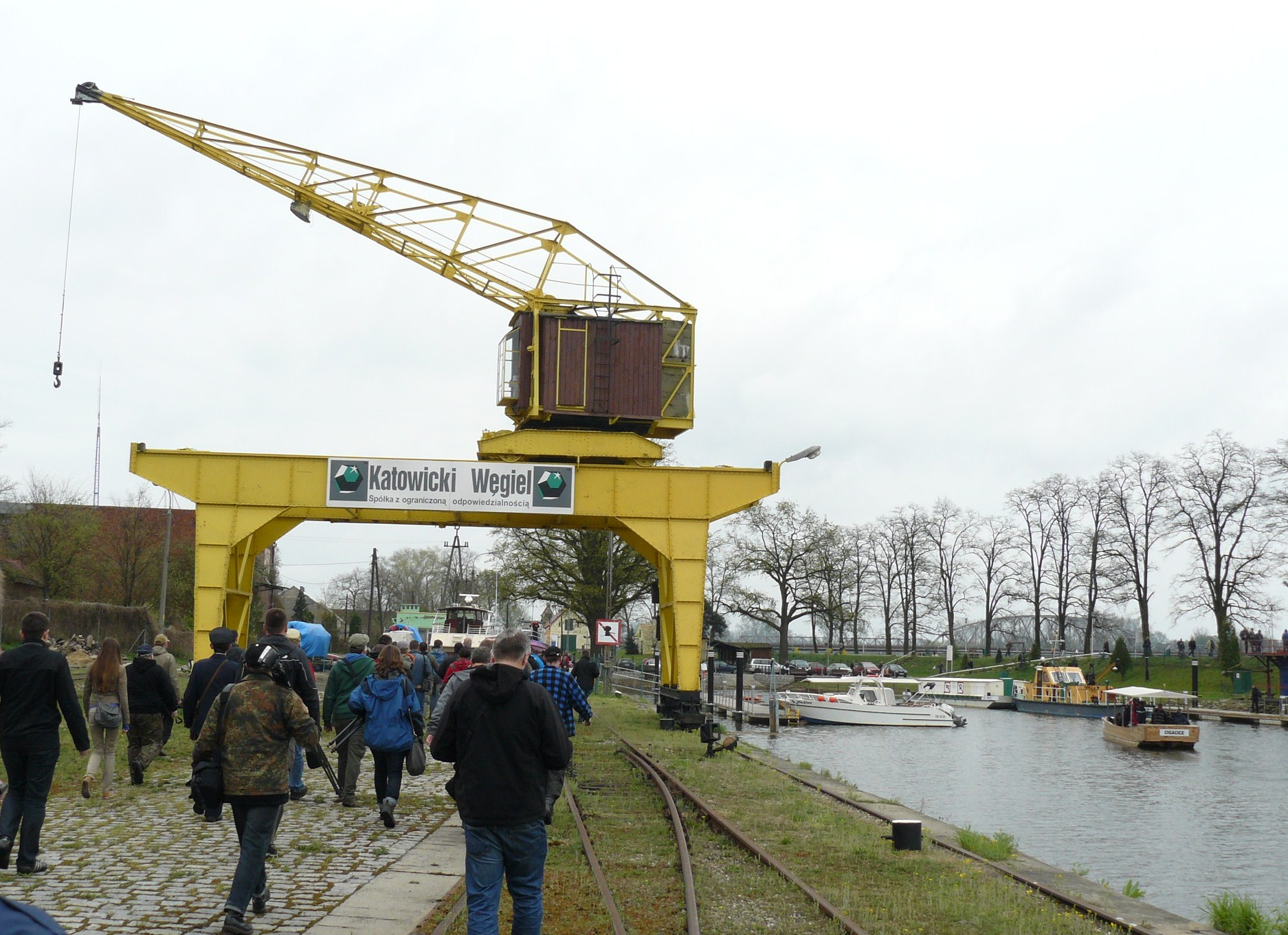
Bocznica szlakowa Cigacice Port
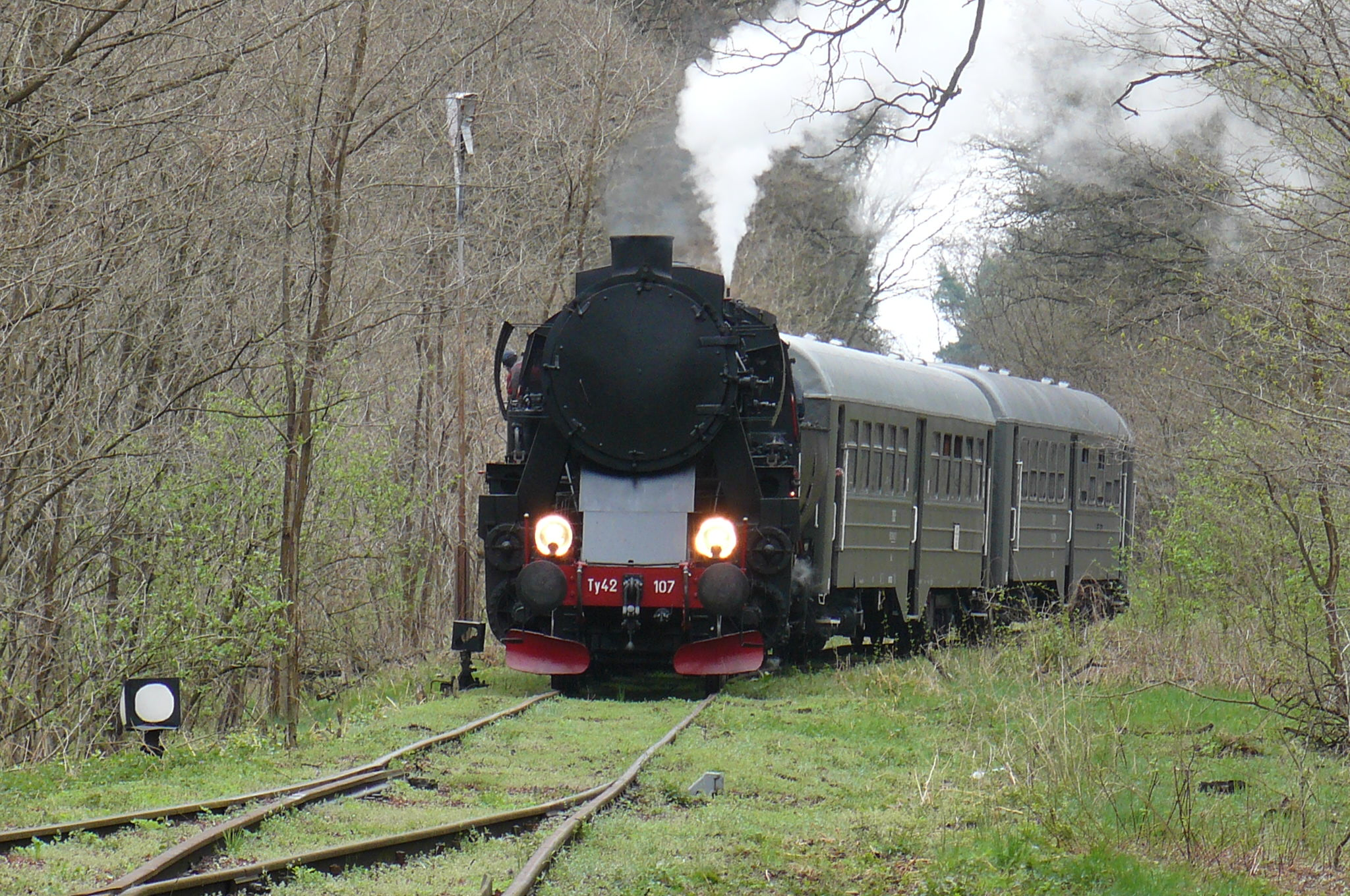
Parowóz zjeżdżający z linii kolejowej nr 379 na linię kolejową nr 393
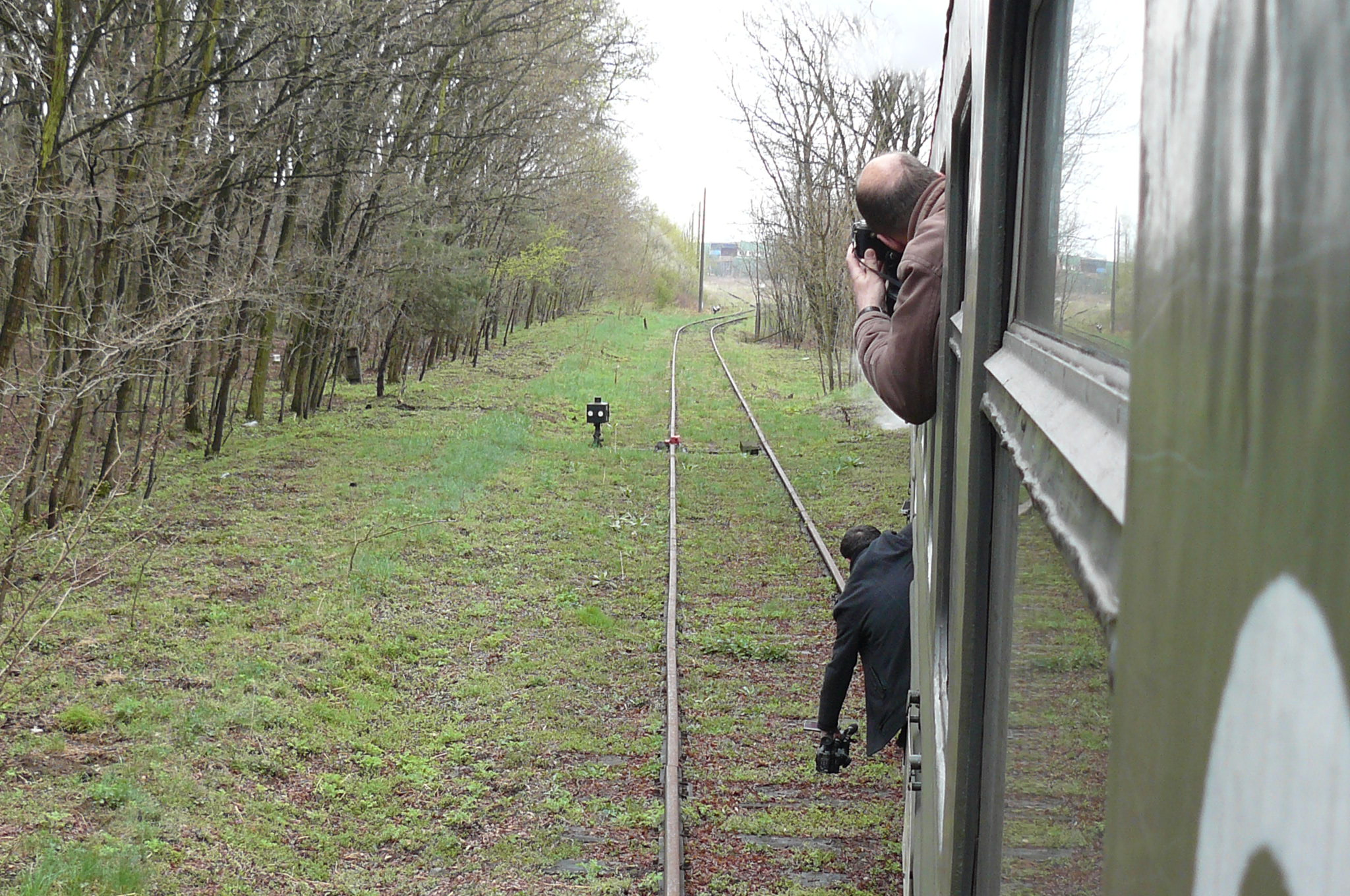
Rozebrany tor linii kolejowej nr 379 obok bocznicy szlakowej Cigacice Rockwool
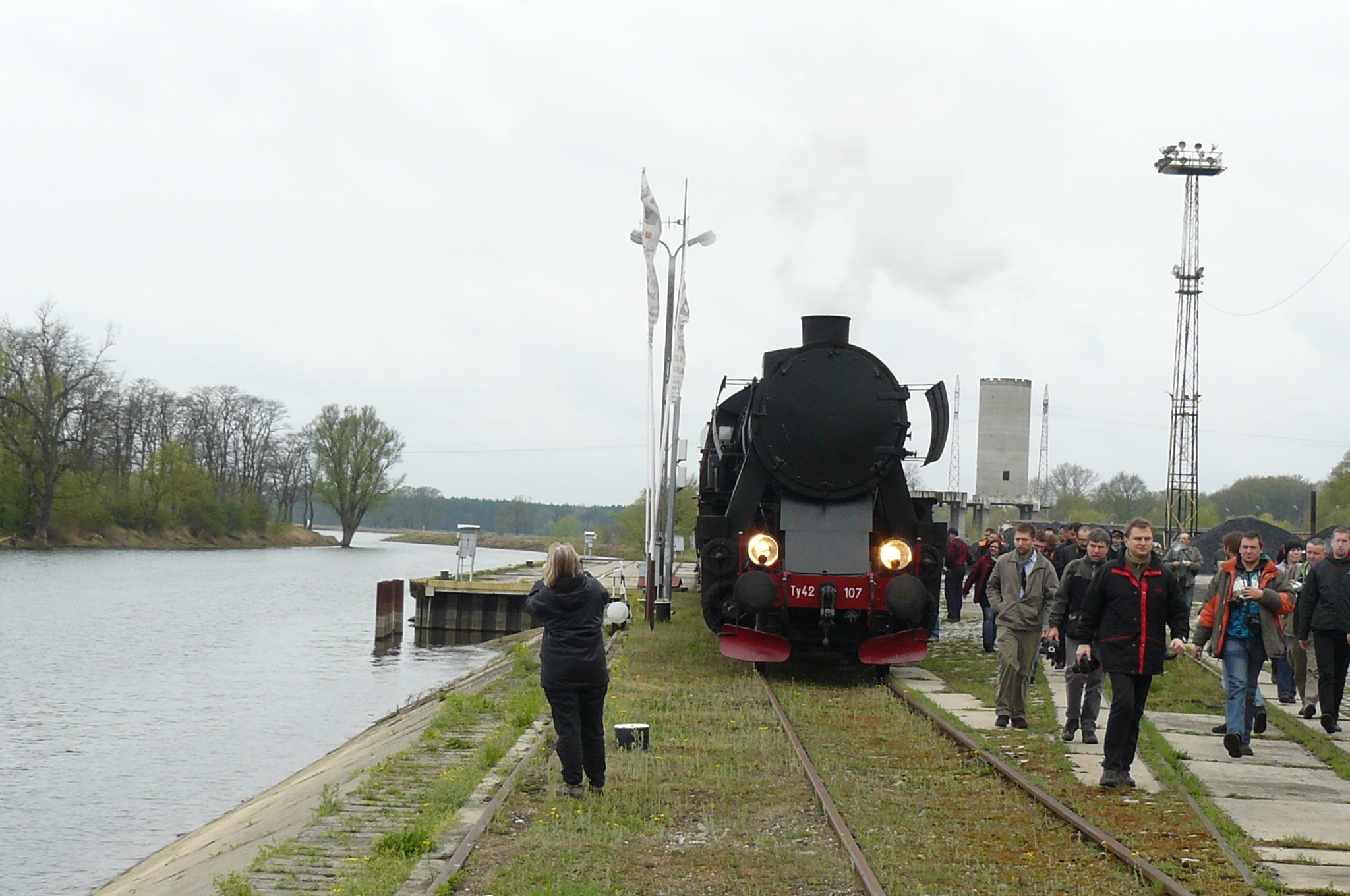
Parowóz przy porcie w Cigacicach